# Densamme
Densamme (el. Densamma), Ds., ds, (D.S. med punkter är en kontamination, med P.S. som är två ord. Ds är ett ord och skall därför inte ha någon förkortningspunkt i mitten) tillagd text i ett brev eller liknande meddelande. Uttrycket används för att ersätta en extra underskrift efter post scriptum (P.S.) i ett brev eller liknande meddelande. Detta är i formell mening onödigt eftersom det är underförstått att samma person skrev både post scriptumet och undertecknade brevet.
Det finns inte några belägg för att förkortningen D.S. skulle beteckna deinde scriptum på latin, det vill säga "skrift efteråt/därefter").